# Actia brunnea
Actia brunnea là một loài ruồi trong họ Tachinidae.